# 豊田地区
豊田地区（とよたちく）は、富山県富山市の地区。富山市街地の北側近郊にあり、住宅地が広がっている。

## 概要
北側は萩浦地区と大広田地区、東側は針原地区、南側は奥田北地区と広田地区、西側は草島地区と隣接している。

## 地理

### 町名
犬島 | 犬島新町 | 上野新町 | 下冨居 | 城川原 | 高園町 | 豊丘町 | 豊島町 | 豊城新町 | 豊城町 | 豊田 | 豊田本町 | 豊田町 | 豊若町 | 水落 | 米田 | 米田すずかけ台 | 米田町 | 緑陽町

### 地形
豊田本町周辺は常願寺川の堆積物により標高10mと周囲より5mほど標高が高い。一方で城川原や犬島は神通川沿いにあり、標高3m程度と低平である。
- 河川 神通川、がめ川、村川、住友運河

## 歴史
- 1889年（明治22年）4月1日 - 町村制施行に伴い上新川郡豊田村、城川原村、犬島村、米田村、水落村、下冨居村、粟島村、広田上野新村、広田牧村が合併し、豊田村が発足。
- 1940年（昭和15年）9月1日 - 富山市に編入され消滅。

## 経済
富山市近郊のため富山市街地に通勤通学する人が多い。
- 不二越工場
- トヨタモビリティパーツ富山支社

## 施設
- ジョイフルシマヤ豊田店
- ユニクロ富山豊田店
- 大阪屋ショップ城川原店

## 史跡
- ちょうちょう塚
- 豊田遺跡

## 教育
- 富山市立豊田小学校

## 交通

### 鉄道
- 富山地方鉄道富山港線
  - 城川原駅
  - 犬島新町駅
- あいの風とやま鉄道線
  - 新富山口駅
  - 東富山駅

### 道路
- 国道8号

## 参考出典
『富山県の地名』平凡社